# Bartłomiej z Bydgoszczy

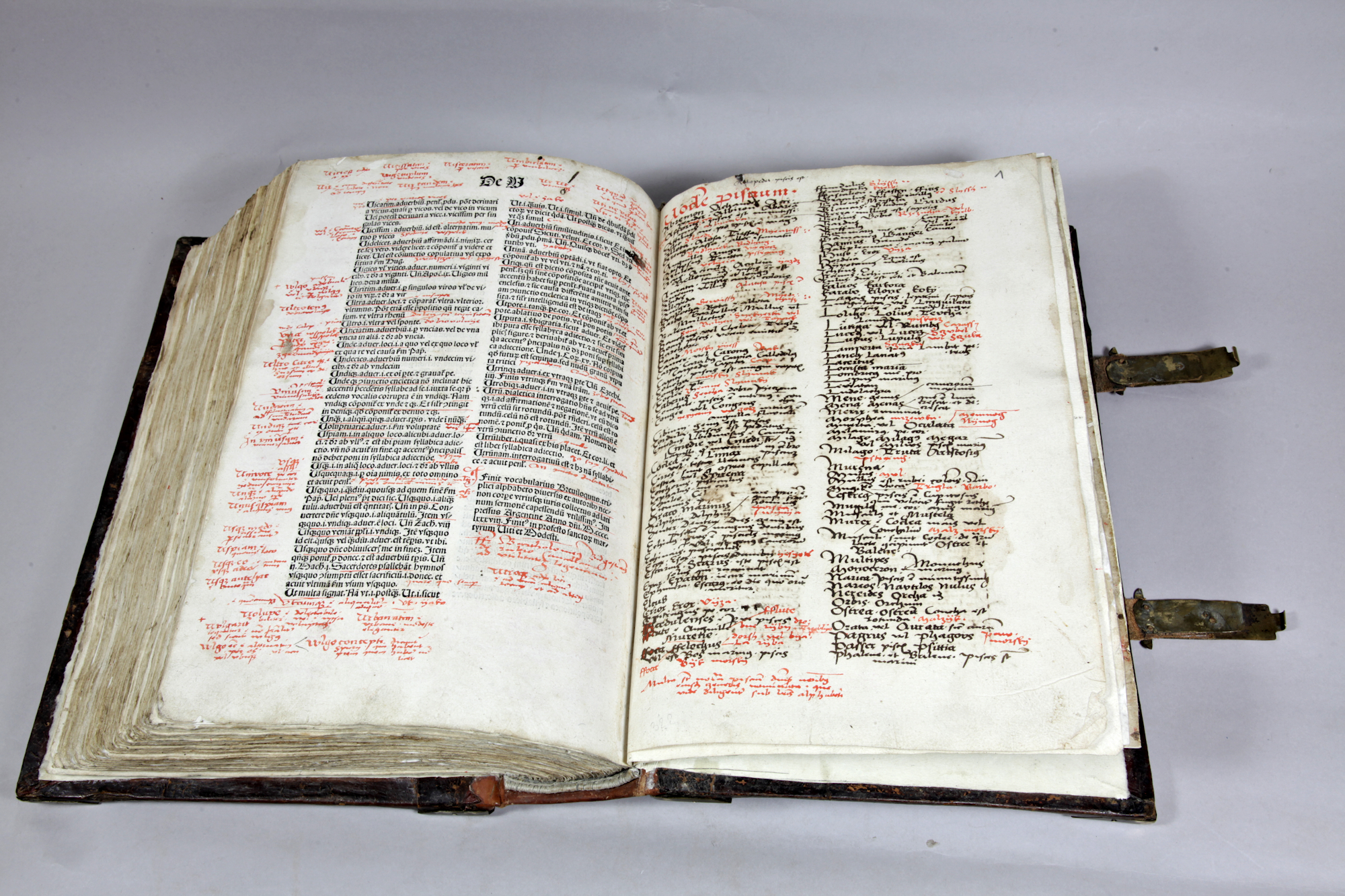
Vocabularis breviloquus Johannesa Reuchlina z 1488 z szesnastowiecznymi adnotacjami Bartłomieja z Bydgoszczy ze zbiorów Biblioteki UAM

Bartłomiej z Bydgoszczy (ur. ok. 1480 w Bydgoszczy, zm. 1548 w Poznaniu) – bernardyn, leksykograf (przed wstąpieniem do klasztoru w 1500 r. nosił imię Stanisław), przez całe swe życie związany z Bydgoszczą.

## Życiorys
Urodził się ok. 1480 r. w Bydgoszczy, najprawdopodobniej w rodzinie zamożnych mieszczan. Na chrzcie św. otrzymał imię Stanisław. Przed 1500 r. wstąpił do zakonu bernardynów i przyjął miano Bartłomieja lub Bartosława. Studiował na Akademii Krakowskiej i w 1505 r. uzyskał na wydziale artystycznym stopień bakałarza.
Przebywał głównie w Bydgoszczy, w klasztorze bernardynów. Początkowo pełnił tam funkcję kaznodziei i opiekował się biblioteką klasztorną. Przebywał również w konwentach w Kole, Samborze i na koniec w Poznaniu. W latach 1518–1524 był gwardianem klasztoru bydgoskiego. Należał do grona wykładowców istniejącego od 1530 r. przy bydgoskim konwencie bernardyńskim studium filozoficznego oraz był mistrzem nowicjatu. Znał osobiście i cieszył się zaufaniem prowincjałów bernardyńskich: Jana Szklarka i Rafała z Proszowic.
Bartłomiej był człowiekiem wysoce wykształconym i posiadającym szerokie zainteresowania.
W latach 1500–1502 sporządził wielki kopiarz, obejmujący zbiór bulli, dekretów, konstytucji i przywilejów. Napisał także kilka manuskryptów z materiałami do dziejów zakonu bernardynów, a w 1522 r. przełożył na język polski reguły Trzeciego Zakonu św. Franciszka.
Jednak najważniejszymi jego dziełami są dwa słowniki, które stanowią wartościowe źródło historyczne do badań języka polskiego. W latach 1999–2019 zostały wydane w wersji polsko-łacińskiej.
Pierwsze dzieło to słownik łacińsko-polski ukończony w 1532 r., liczący 4272 polskie wyrazy, który w rzeczywistości był wzbogaceniem trzech starszych słowników (autorstwa Tucholczyka, Murmeliusza, Mymera). Jego znaczenie polega głównie na wielkiej obfitości zebranych w nim wyrazów polskich. Najnowsze badania wykazały dużą oryginalność i wartość tego dzieła.
Drugie dzieło Bartłomieja opracowane w 1544 r. stanowią polskie wyrazy wpisane na marginesach, powstałego w 1488 r., słownika „Vocabularis breviloquus” autorstwa Jana Reuchlina. Liczba dopisanych tu polskich słów dwukrotnie przewyższa liczbę z poprzedniego słownika (ponad 11 tys. wyrazów). Wyrazy notowane przez leksykografa noszą znamiona dialektu północnopolskiego – zgodnie z pochodzeniem autora. Jedną z cech charakterystycznych tej pracy jest objaśnienie wielu terminów z zakresu gramatyki, które są najstarszymi zapisanymi określeniami gramatycznymi w języku polskim.
Posądzany przez ówczesnych o chełpliwość i dążenie do rozgłosu Bartłomiej napisał w powyższym inkunabule:

„Ja brat Bartłomiej z Bydgoszczy, Minoryta, nie jestem i nigdy nie byłem człowiekiem lubiącym się chełpić swoją pracą, człowiekiem, który by podejmował trud pisarski dla zdobycia rozgłosu, czy próżnej chwały (jak mnie o to różni ludzie obwiniają), lecz pracowałem dla dobra Rzeczypospolitej i dla pomnożenia chwały Bożej, 1544 r.”

## Znaczenie
Naukowa działalność Bartłomieja została odkryta dopiero w końcu XIX wieku, kiedy Bolesław Erzepki odczytał, opracował i wydał drukiem jego słownik łacińsko-polski z 1532 r. Więcej szczegółów z życia i działalności wybitnego bernardyna zgromadził i opublikował później ks. Kamil Kantak. Znaczenie dzieł Bartłomieja dla historii języka polskiego wynika nie tylko z zebrania tak znacznej liczby współczesnych i archaicznych słów polskich, lecz także z wysiłku prowadzącego do opracowania ortografii polskiej. Jego imię jest cytowane prawie w każdej książce naukowej poświęconej historii języka polskiego.

## Dzieła
- Konstytucje, przywileje i inne pisma dotyczące zakonu św. Franciszka, 1502;
- Expositio regulae fratrum minorum, 1510;
- Exhortationes... i reguły franciszkanów, 1520;
- Vocabularius ex Calepino, breuiloquo et mamotrecto..., 1532 (rękopis w Archiwum Archidiecezjalnym w Poznaniu)